# Rhabdomastix (Rhabdomastix) fumipennis
Rhabdomastix (Rhabdomastix) fumipennis is een tweevleugelige uit de familie steltmuggen (Limoniidae). De soort komt voor in het Neotropisch gebied.